# Талсуат
Талсуат (каз. Талсуат, до 199? г. — Колос) — село в Кызылординской области Казахстана. Находится в подчинении городской администрации Кызылорды. Административный центр Талсуатского сельского округа. Код КАТО — 431046100.

## Население
В 1999 году население села составляло 471 человек (233 мужчины и 238 женщин). По данным переписи 2009 года, в селе проживало 677 человек (340 мужчин и 337 женщин).